# Gare centrale de Bonn
La gare centrale de Bonn est la gare la plus importante de la ville fédérale de Bonn sur la Ligne de la gauche du Rhin et le terminus oriental de la Ligne de Voreifel (de). Il dispose de liaisons IC, EC, ICE et de train de nuit. La métro léger de Bonn s'arrête sous la gare Deutsche Bahn.
Chaque jour, environ 75 trains longue distance et 200 trains de banlieue circulent à la gare centrale de Bonn. Le bâtiment d'accueil datant de 1883-85 est classé monument historique

## Histoire

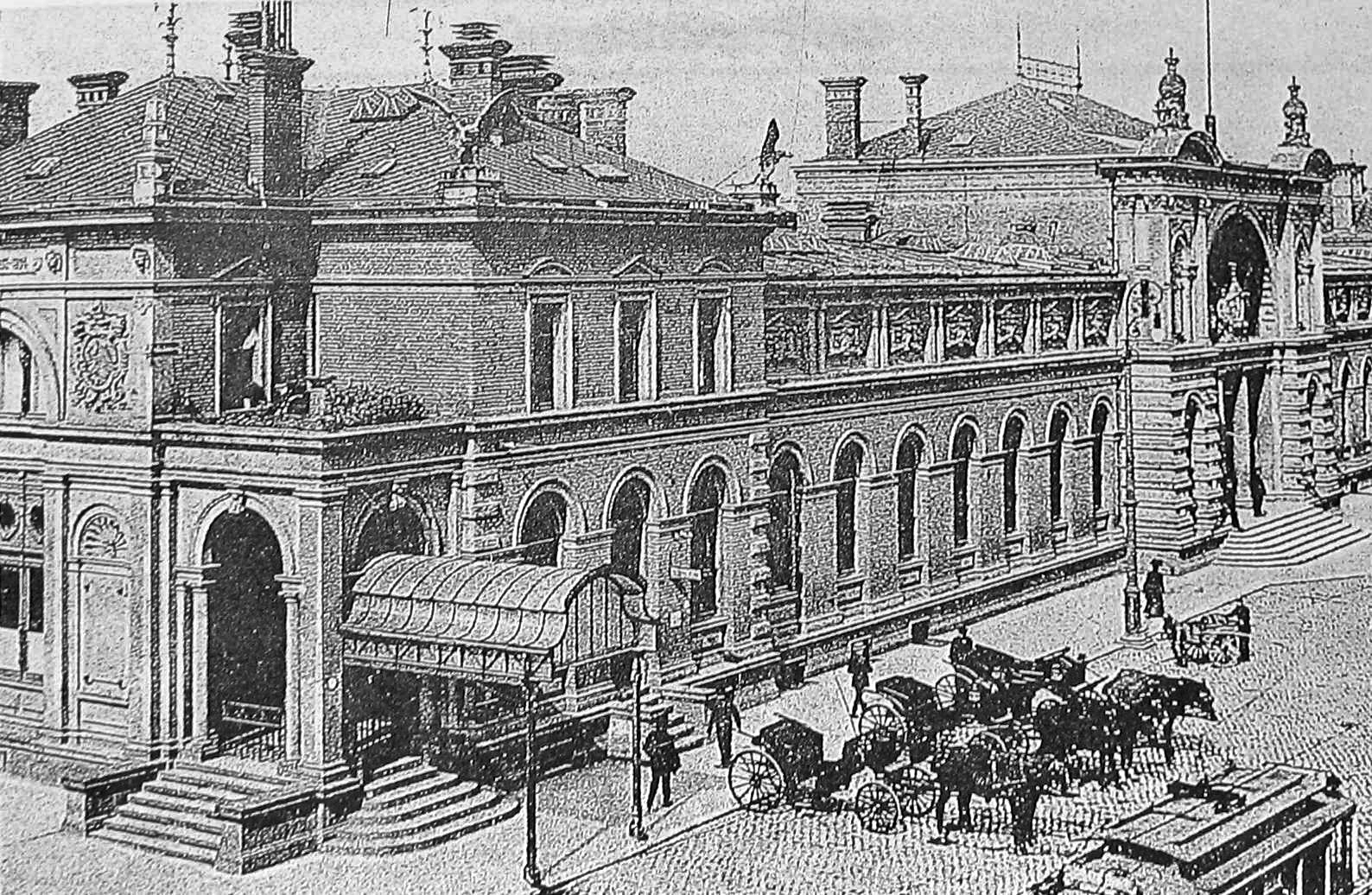
Gare centrale de Bonn vers 1900

La première gare de Bonn, située un peu plus au sud qu'aujourd'hui sur la Poppelsdorfer Allee (de), est ouverte en 1844 dans le cadre de la construction de la Ligne de la gauche du Rhin entre Bonn et Cologne par le chemin de fer de Bonn à Cologne (de). Plus de dix ans plus tard, le 21 janvier 1856, le prolongement de la route du Rhin gauche au sud de Bonn jusqu'à la gare de Rolandseck (de) est mis en service. À partir de 1870, le ferry ferroviaire (de) vers la rive droite du Rhin aboutit à la gare de Bonn. Avec l'ouverture de la ligne de Voreifel vers Euskirchen en juin 1880, la gare devient enfin une plaque tournante. Le 1er mars 1883, la première pierre est posée d'un nouveau bâtiment d'accueil, construit selon les plans du maître d'œuvre Carl Schellen et inauguré en avril 1885 ; Le maître d'œuvre Traugott Unger se voit confier l'exécution et la finition des formes décoratives.
Dans les années 1930, le bâtiment de la gare est reconstruit - y compris l'étage supérieur agrandi à des fins résidentielles et de stockage en 1939 - et les portes cintrées d'origine du portail d'entrée de l'aile centrale et les vitraux sous l'arc de triomphe sont supprimés.
Après la Seconde Guerre mondiale, la gare connaît une importance croissante à partir de 1949, lorsque Bonn devient la capitale fédérale. De nombreux hommes politiques, fonctionnaires fédéraux et employés administratifs voyagent en train, et les chanceliers et présidents fédéraux en exercice (par exemple Adenauer, Brandt, Heuss et Lübke) utilisent le train gouvernemental pour de nombreux voyages depuis la gare centrale de Bonn, pour lequel un quai gouvernemental est construit en 1949. Le côté de la gare opposé à la ville est construit. Celle-ci est située à l'extrémité sud-est de la Quantiusstrasse, dans le quartier de l'actuelle « Radstation », et est dotée d'une route d'accès afin que les personnes particulièrement importantes ou vulnérables puissent être conduites directement sur la plate-forme en voiture.
Pendant de nombreuses années, les invités d'État sont également reçus à la gare de Bonn. Le premier chef d’État étranger à voyager a lieu le 8 novembre 1954, l'empereur éthiopien Hailé Sélassié se rend à Bonn à bord d'un train spécial pour une visite d'État dans la jeune République fédérale ; Il y est accueilli par le président fédéral Heuss sur la tribune décorée 1,. Au fil des décennies, les déplacements des membres du gouvernement et des invités de l'État se sont de plus en plus déplacés du rail vers la route et l'avion, de sorte que la plate-forme gouvernementale est de moins en moins utilisée et est finalement démolie lors de la rénovation de la gare en 1991/92,.
Après que Bonn se soit considérablement développée grâce à l'incorporation en 1969 et que les gares de Bad Godesberg (de), Beuel (de), Duisdorf (de), Oberkassel (de) et Mehlem (de) soient désormais également situées à Bonn, la gare est rebaptisée Gare centrale de Bonn à l'été 1971. Le 20 octobre 1976, un tunnel piétonnier est ouvert entre la gare principale et le nouvel arrêt de tramway, qui sert également de passage de la Quantiusstrasse vers le centre-ville,. Un tunnel piéton supplémentaire plus court entre la gare principale de la DB et la Stadtbahn est construit à partir de 1986 dans le cadre d'une rénovation de la gare et de ses environs jusqu'en 1989 à l'occasion du 2000e anniversaire de Bonn,,

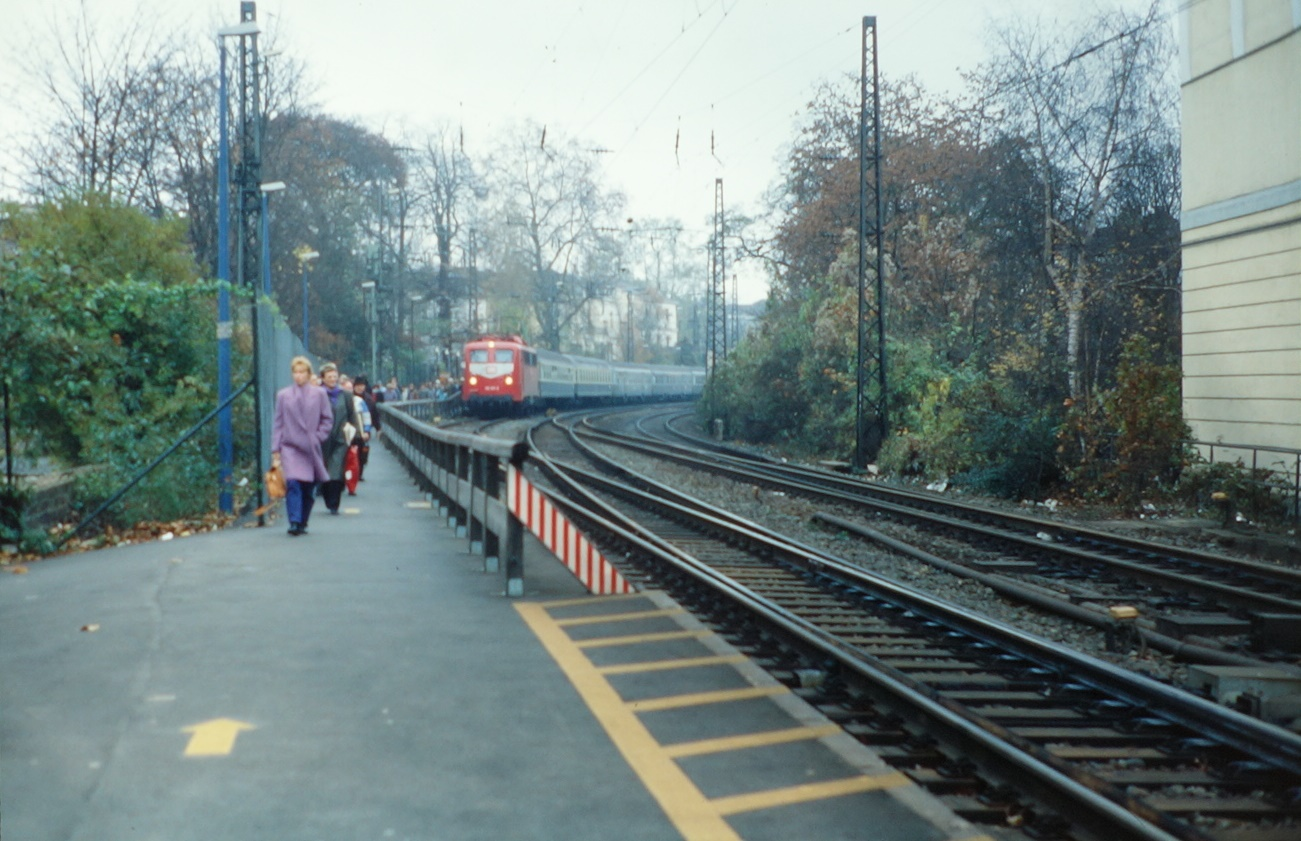
En 1991-1992, une voie temporaire appelée 9 Süd sert de solution provisoire pour la révision des trains à Bonn Hbf. 3520 (Coblence – Wuppertal) sur IC 618 (Stuttgart – Munster)

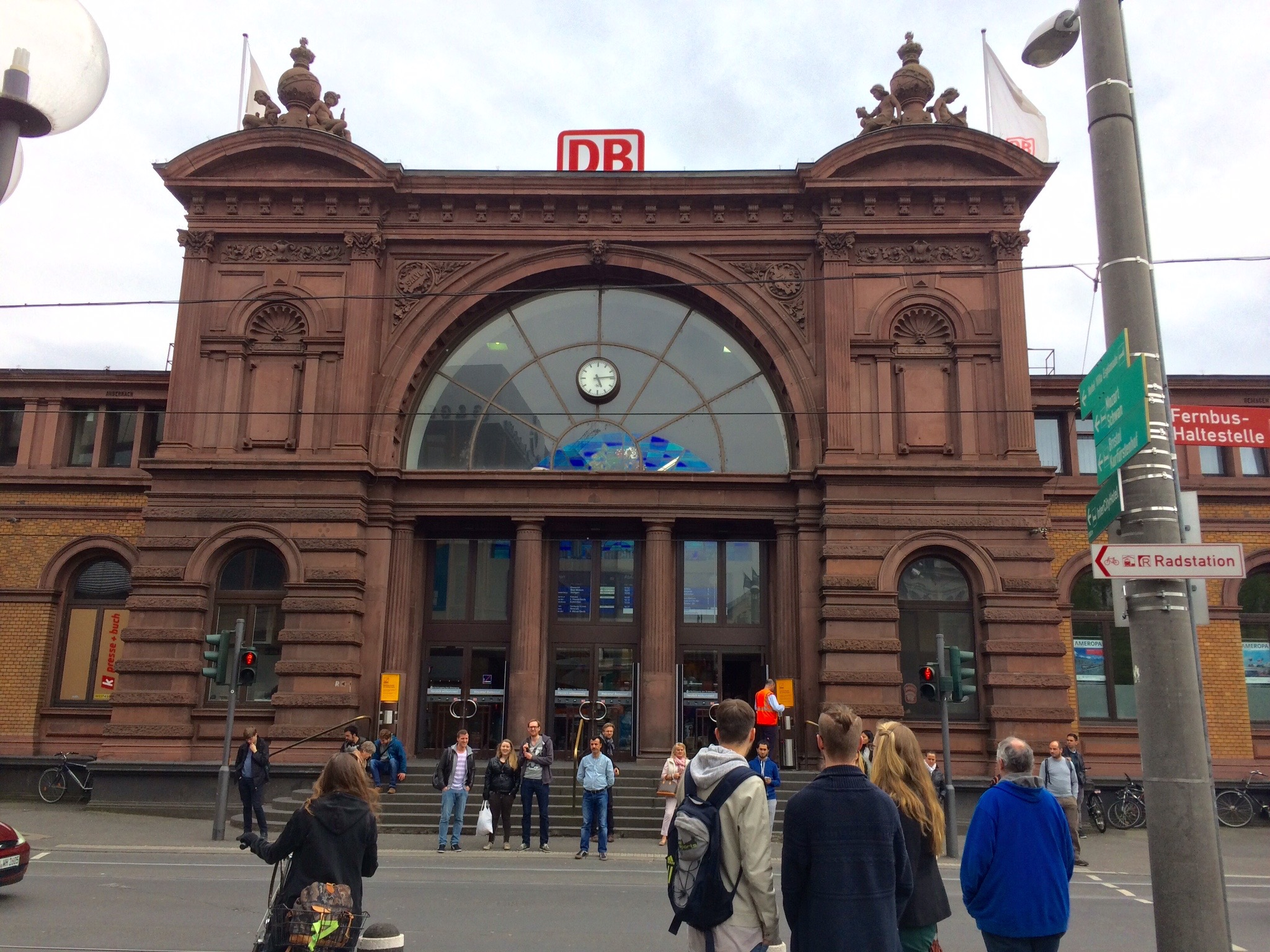
Salle de réception principale bâtiment côté rue

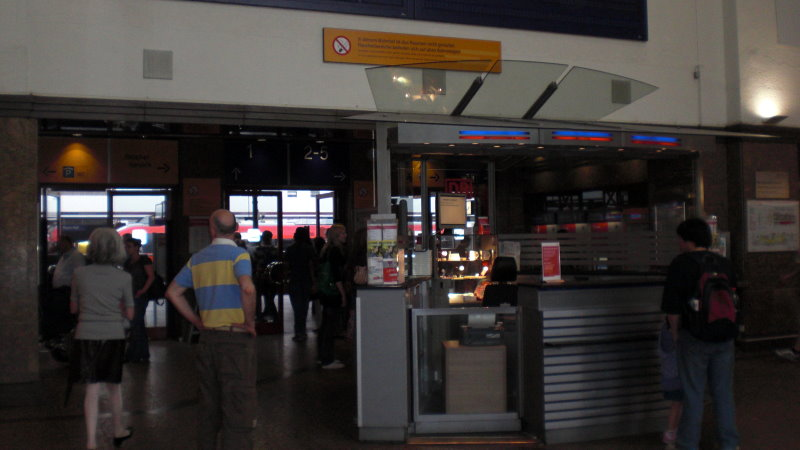
Hall de la gare de Bonn Hbf, vue du point de service (2009)

Le 2 juin 1991, un nouveau concept d'horaires beaucoup plus dense est introduit sur la ligne du Rhin gauche. Il repose sur des révisions entre les trains locaux et longue distance dans toutes les gares de jonction. Étant donné qu'à cette époque, seul le quai 1 est régulièrement disponible à Bonn Hbf pour les voyages vers le nord, un quai isolé 9 sud avec un quai en bois est temporairement construit, où les trains régionaux en direction de Cologne s'arrêtent, tandis qu'IC et IR circulent sur le quai 1. De nombreuses flèches jaunes étaient sont sur le quai 1, indiquant aux voyageurs le sentier extrêmement long menant au quai 9 sud. Cette voie se trouve sur le tracé de l'ancienne voie ferrée vers Oberkassel (de) et dispose d'une plate-forme temporaire en bois comprenant un indicateur de destination du train, qui a également un accès officiel depuis la Kaiserstrasse au passage à niveau de la Königstrasse. Le 26 octobre 1992, l'extension du réseau ferroviaire de Bonn est achevée à tel point que désormais les trains locaux circulent vers le nord depuis la voie 2 et la voie 9 sud, y compris les aiguillages et le quai temporaire, puis sont à nouveau démantelés. Dès lors, les trains longue distance de la voie 3 (anciennement 2) et les trains locaux de la voie 4, en attente de révision, circulent vers le sud.
Au nord-ouest de la gare de voyageurs se trouve une gare de marchandises aujourd'hui désaffectée avec une petite gare de triage, qui est fermée le 12 décembre 2001, il est partiellement mis hors service par l'Office fédéral des chemins de fer et est partiellement démantelé jusqu'à ce jour. Les voies restantes sont utilisées pour la révision des trains de marchandises et comme zone de stationnement pour les trains de voyageurs et les groupes de wagons de marchandises stationnés.
Lors de la phase de planification de la ligne à grande vitesse Cologne-Rhin/Main dans les années 1980 et au début des années 1990, un tracé de la nouvelle ligne via la gare centrale de Bonn est discuté. Le plan est de creuser un tunnel sous la ville. Ce tunnel doit débuter en périphérie nord et se terminer en 35 m de profondeur sous le niveau de la rue pour permettre aux trains de s'arrêter. Après avoir traversé le Quartier fédéral (de) et le Rhin, l'itinéraire doit atteindre le Siebengebirge et de là suivre la variante 0, favorisée par les chemins de fer fédéraux allemands de l'époque, via Limbourg-sur-la-Lahn jusqu'à la gare centrale de Francfort-sur-le-Main. Les coûts supplémentaires de cette variante sont estimés à environ un demi-milliard d’euros. Par ailleurs, un tracé passant par la gare de Bonn-Beuel (de) est également évoquée. La ligne doit être construite dans la vallée de Logebach (de) près d'Aegidienberg, près de la route fédérale 3, dans un tunnel de 14 kilomètres. Aujourd'hui, Bonn est indirectement reliée à la ligne rapide par la gare de Siegburg/Bonn, accessible en tramway (ligne 66) depuis la gare centrale de Bonn. Malgré cette ligne ICE qui passe à côté de Bonn, la gare centrale de Bonn reste un arrêt important pour le trafic à longue distance.
En décembre 2012, un engin explosif est découvert dans un sac laissé sur le quai principal (piste 1). La gare estensuite fermée et l'objet dangereux désamorcé.
Dans le cadre de l'agrandissement et de la modernisation de la ligne de Voreifel, deux nouvelles voies et six nouveaux aiguillages sont posés dans l'ancienne gare de marchandises de Bonn au deuxième semestre 2013 afin de séparer les trains de la ligne de Voreifel des trains de la ligne Rhin gauche. Après des travaux préparatoires menés à la mi-novembre 2015, le toit de la gare est rénové de novembre 2016 à novembre 2020, un nouveau système de drainage est installé et les lignes aériennes ainsi que les haut-parleurs et les systèmes d'éclairage sont remplacés,,,,,,. Les coûts initialement estimés de 8,7 millions d'euros sont passés à 33 millions d'euros en raison de l'état nettement pire que prévu du toit et des supports.

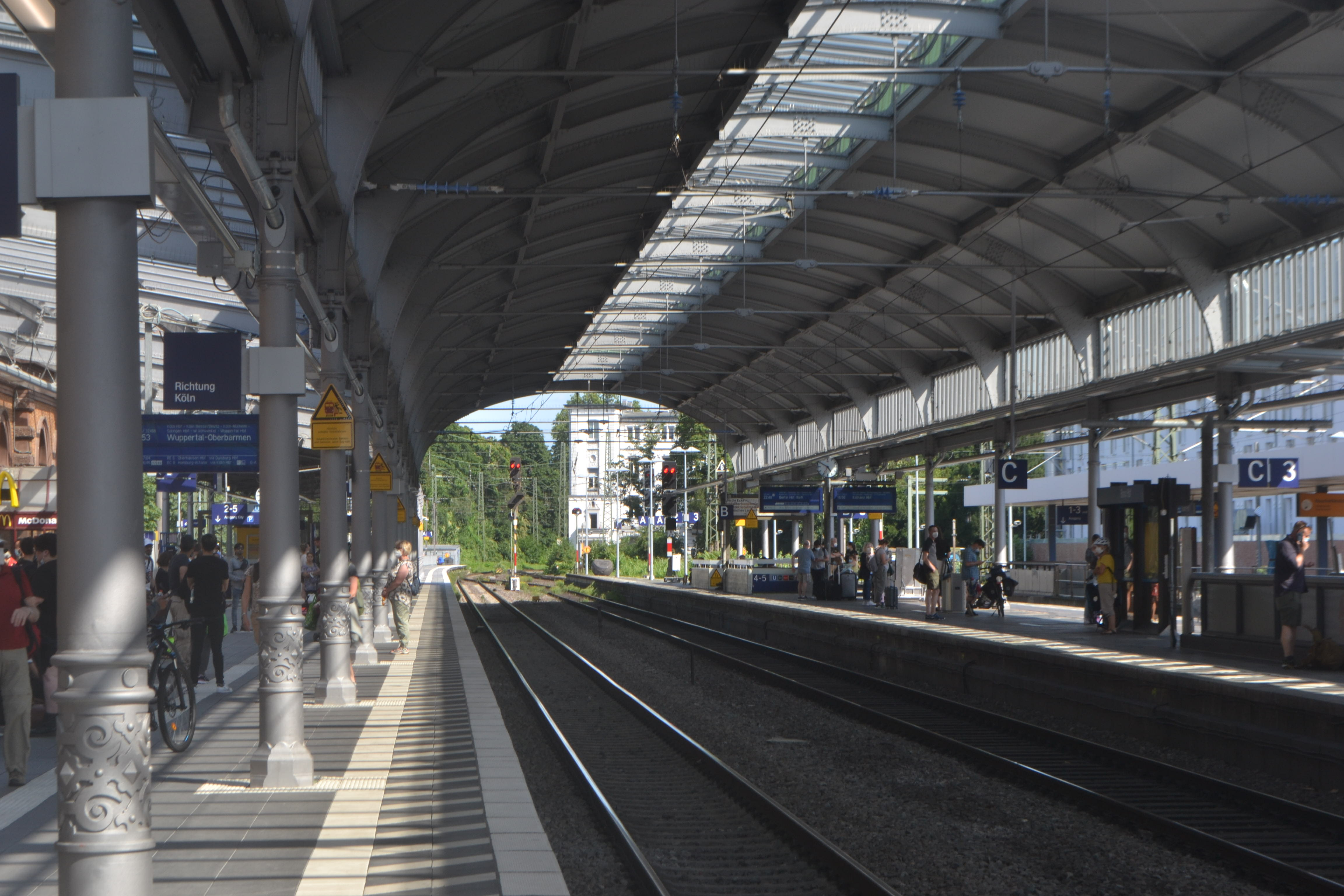
Toiture de la gare rénovée (2021)

À partir de novembre 2016, le quai 1 est fermé en raison de la rénovation de la toiture du hall. Depuis, tous les trains qui partent normalement du quai 1 sortent de la voie 2. Cela se traduit par des quais très remplis, surtout aux heures de pointe, car les passagers voyageant vers le nord et le sud doivent partager un quai. La compagnie ferroviaire tente de désamorcer le problème en faisant circuler les trains locaux sur les voies 2 et 3 jusqu'à l'extrémité du quai, ce qui signifie qu'ils sont décalés les uns par rapport aux autres et que le flux de passagers est égalisé. Depuis fin juillet 2017, des cadres en acier supplémentaires pour les caténaires sont installés sur le quai des voies 2 et 3, ce qui le rend encore plus étroit. La voie 1 ne peut être réutilisée pour les trains locaux qu'à partir de juin 2019. En raison de leur longueur, les trains longue distance continuent de s'arrêter sur la voie 2. Depuis le changement d'horaire 2020/2021, tous les trains en direction nord circulent à nouveau comme prévu à partir du quai 1. La mission de la gare locale, dont la fermeture imminente est évitée en 2019, est également située sur le quai 1. Le 26 janvier 2020, la gare doit être évacuée en raison d'une alerte à la bombe
À la suite de l’inondation centenaire et de la tempête de juillet 2021, le trafic ferroviaire est suspendu pendant plusieurs jours. De l'eau s'est infiltrée dans le poste de signalisation

## Gare des rives du Rhin
Jusqu'en 1985, la gare des rives du Rhin (de) des chemins de fer de Cologne-Bonn (de) se trouve juste à côté de la gare principale. Dans le cadre de la construction du système de train léger sur rail au début des années 1970, les bâtiments existants devant la gare sont démolis et repensés. La rénovation du parvis de la gare fait rapidement fait l'objet de vives controverses parmi le public de Bonn et plusieurs initiatives sont prises pour le réaménager.

## Service

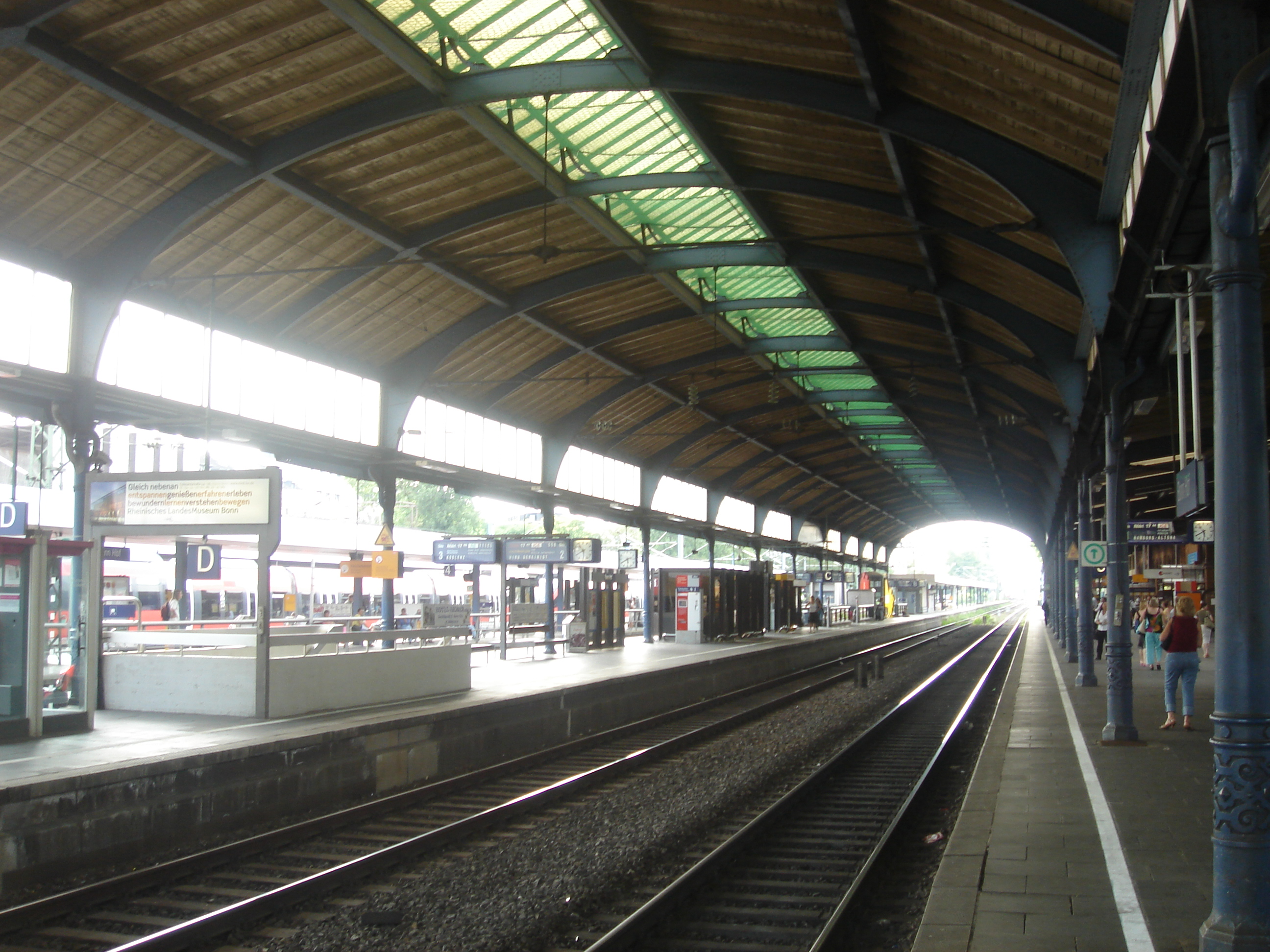
Voies 1 et 2 sous l'ancienne halle

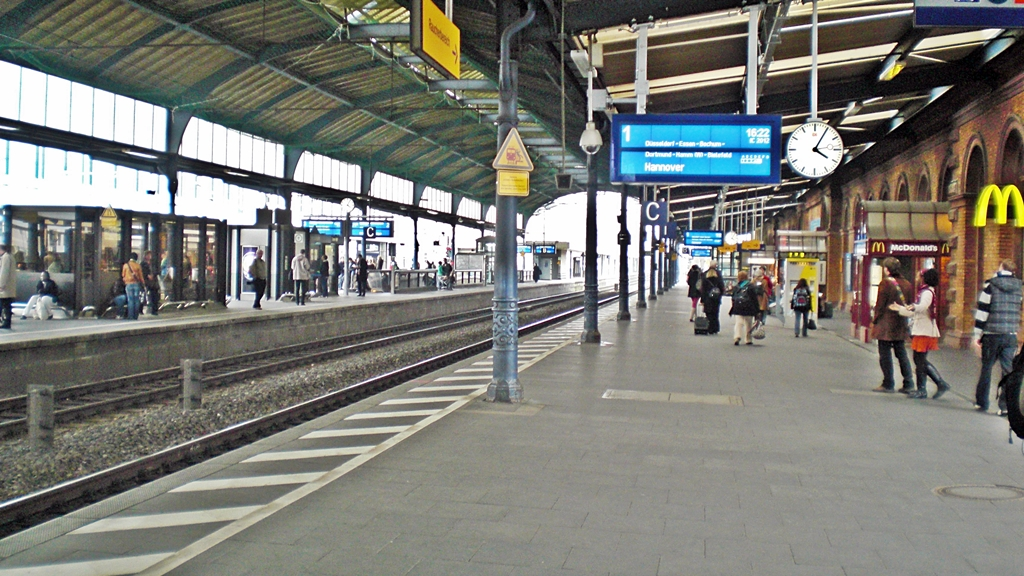
Ancienne halle des quais

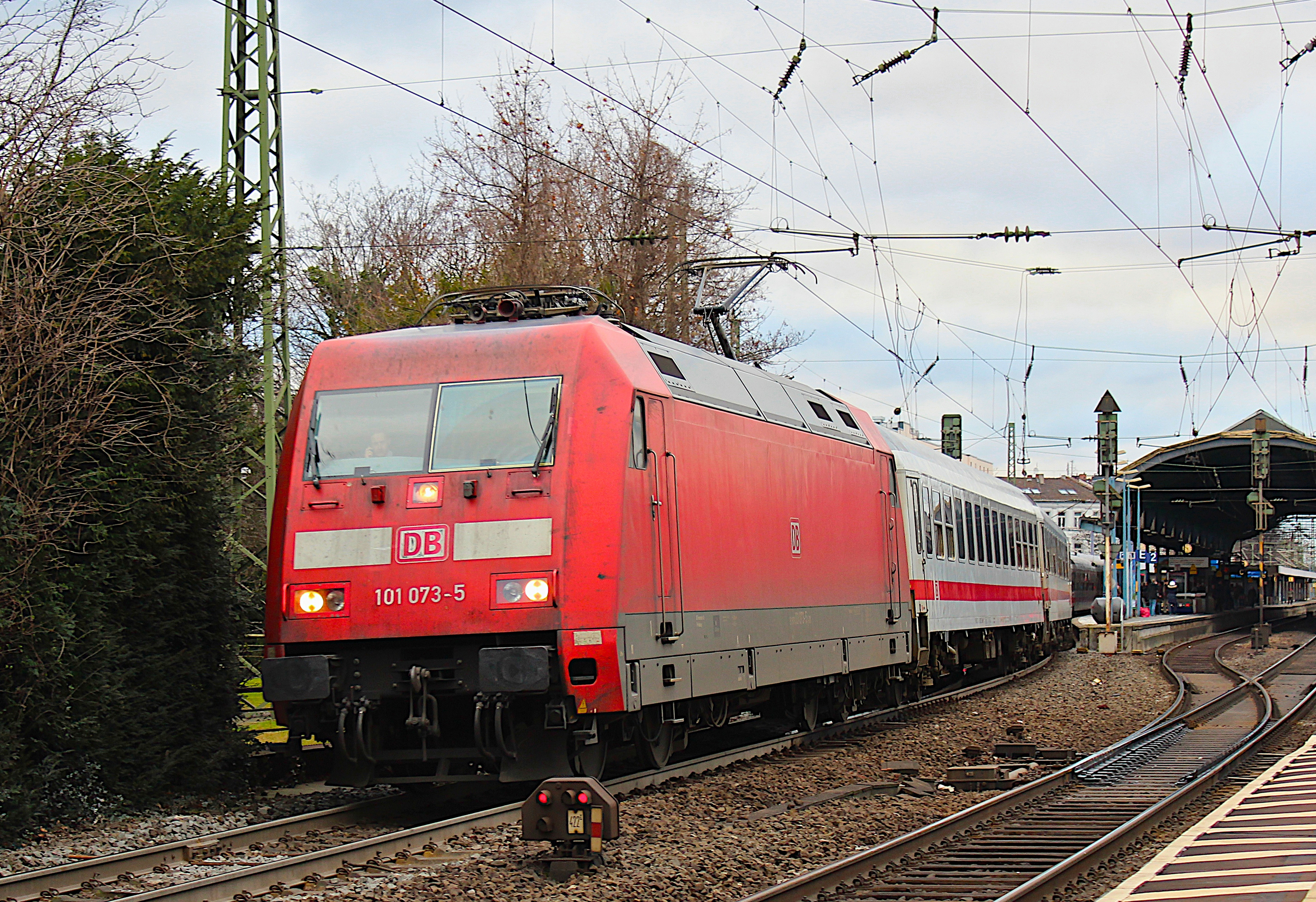
DB Intercity à la gare centrale de Bonn

La gare centrale de Bonn est la gare la plus importante de Bonn. Il dispose de cinq voies de plate-forme ; les plates-formes ont une hauteur de 76 centimètres. Leur longueur est supérieure à 400 sur les pistes 1 à 3 Mètre. Les deux quais des voies 4 (quai central) et 5 (quai latéral) ont une longueur de 220 mètres ou 255 mètres, c'est pourquoi aucun trafic longue distance n'est prévu sur ces voies.

### Transport longue distance
Environ 75 trains longue distance s'arrêtent chaque jour à la gare centrale de Bonn et, depuis décembre 2021, l'ICE Sprinter (de) de Bonn à Berlin (le seul arrêt est Cologne Hbf). La gare est desservie par les lignes SPFV (de) suivantes :
| Ligne           | Trajet |
| --------------- | --- |
| ICE 10          | Berlin-Gesundbrunnen - Berlin – (Wolfsburg –) Hanovre – Bielefeld – Hamm – Hagen – Wuppertal – Cologne (– Bonn – Coblence) |
| IC/EC 30        | Hambourg-Altona – (trains individuels Westerland (de) –) Hambourg – Brême – Münster – Dortmund – Essen – Duisbourg – Düsseldorf – Cologne – Bonn – Coblence – Mayence – Mannheim – Heidelberg – Stuttgart (EC-Züge Mannheim – Karlsruhe – Fribourg – Bâle – Suisse) |
| ICE 31          | Hambourg – Dortmund – Hagen – Wuppertal – Solingen (de) – Cologne – Bonn – Coblence – Mayence – Aéroport de Francfort-sur-le-Main - Francfort (à partir du 15 décembre 2019 – Hanau – Aschaffenbourg (de) – Wurtzbourg – Nuremberg – Ratisbonne (de) – Passau) / Ingolstadt (de) – Munich |
| IC/EC 31        | (Lübeck ou Kiel –) Hambourg – Brême – Münster – Dortmund – Hagen – Wuppertal – Solingen – Cologne – Bonn – Coblence – Mayence – Francfort – Hanau – Wurtzbourg – Nuremberg – Passau |
| ICE 32 IC/EC 32 | (Station balnéaire de Binz –/ Fr/So: Berlin – Hanovre – Bielefeld – Hamm –) / (Münster – Recklinghausen –) Dortmund – Essen – Duisbourg – Düsseldorf – Cologne – Bonn – Remagen (de) – Coblence – Mayence – Mannheim – Heidelberg – Stuttgart (une paire de train Ulm – Augsbourg – Munich – Salzbourg – Klagenfurt, une paire de train Ulm – Lindau-Reutin – Innsbruck, une paire Plochingen – Reutlingen (de) – Tübingen (de)) |
| IC 35           | (Norddeich Mole -) Emden – Rheine – Münster – Recklinghausen – Oberhausen – Duisbourg – Düsseldorf – Cologne – Bonn – Remagen – Coblence (– Mayence – Mannheim – Stuttgart / Karlsruhe – Offenbourg – Singen (de) – Constance (de)) |
| IC 37           | Düsseldorf – Cologne – Bonn – Coblence – Cochem (de) – Bullay (DB) (de) – Wittlich (de) – Trèves – Wasserbillig – Luxembourg |
| ICE 91          | Dortmund – Bochum (de) – Essen – Duisbourg – Düsseldorf – Cologne – Bonn – Coblence – Mayence – Aéroport de Francfort-sur-le-Main - Francfort – Hanau – Wurtzbourg – Nuremberg – Ratisbonne (de) – Plattling (de) – Passau – Wels (de) – Linz (de) – Saint-Pölten – Vienne-Meidling (de) - Vienne |

Le Hambourg-Cologne Express (de) s'arrête entre décembre 2015 et août 2016.

### Transports régionaux et S-Bahn

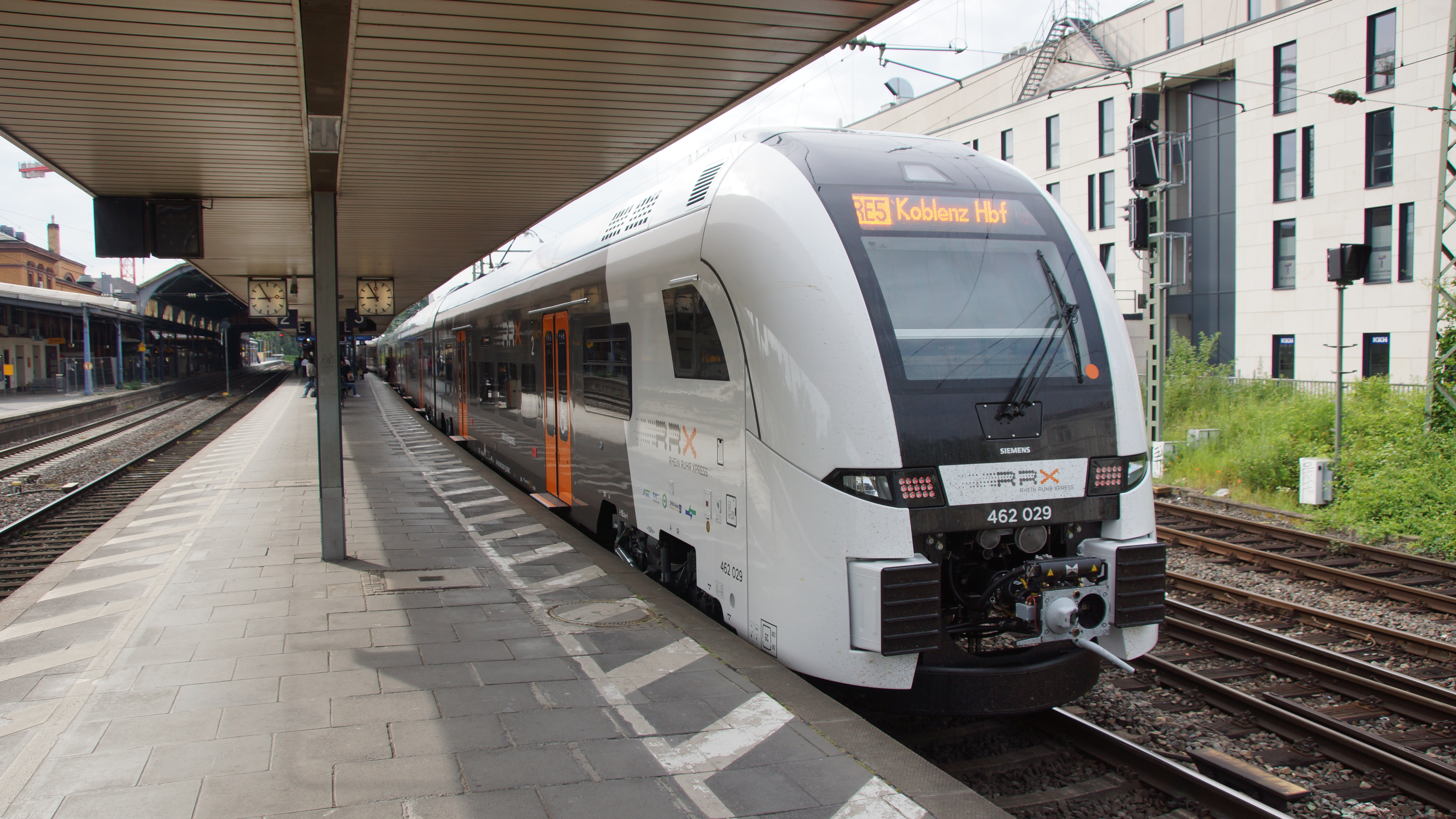
RE 5 (RRX) en direction de Coblence à Bonn Hbf

Dans le transport ferroviaire local de voyageurs, la gare centrale de Bonn est desservie par une ligne Regional-Express, plusieurs lignes Regionalbahn et une ligne S-Bahn :

### Occupation de la plate-forme
En règle générale, l'occupation des quais est la suivante
| Plate-forme | Voie | Ligne/Direction                                                                |
| ----------- | ---- | ------------------------------------------------------------------------------ |
| 1           | 1    | IC/ICE Cologne RE 5 Wesel RB 26 Cologne Messe/Deutz RB 48 Wuppertal-Oberbarmen |
| 2           | 2    | ICE Cologne – Berlin RB 48 Wuppertal-Oberbarmen (HVZ)                          |
| 2           | 3    | IC/ICE Coblence RE 5 Coblence RB 26 Mayence RB 48 Bonn-Mehlem                  |
| 3           | 4    | RB 30 Walporzheim – (Ahrbrück) RB 48 Wuppertal-Oberbarmen (HVZ)                |
| 4           | 5    | S 23 Euskirchen                                                                |

Les amplificateurs HVZ du RB 48 commutent sur le quai 4 si un train ICE à destination/en provenance de Berlin fait demi-tour dans la même heure.
Il existe des écarts individuels dans l'occupation des voies pendant le trafic de nuit.

## Anecdote
Dans les années 1970, les sociétés d'accessoires ferroviaires miniatures Faller et Kibri (de) ont mis sur le marché des modèles de la gare pour l'échelle H0, et Faller également pour l'échelle N. Ils sont désormais considérés comme des classiques et sont toujours disponibles aujourd'hui,,